# Fondation pour l'école
 (juillet 2025).
La Fondation pour l'école est une fondation qui se donne pour mission de soutenir, promouvoir et inspirer la création d'écoles privées hors contrat. Créée et reconnue d'utilité publique en 2008, elle est habilitée à abriter des « fondations sous égide » depuis 2011. Elle héberge 10 fondations au 1er janvier 2023.
Elle a créé le réseau « Espérance Banlieues » et abrité la fondation Espérance Banlieues de 2012 à 2019 mais aussi la Fondation Espérance ruralité. Cette dernière, devenue Fondation Excellence ruralité, y est toujours hébergée.
De nombreux médias soulignent sa proximité avec les milieux catholiques proches de la droite voire de l'extrême droite.

## Historique
La Fondation pour l'école est créée, en 2008, à l'initiative de quatre cofondateurs : Lionel Devic, Éric Mestrallet, Marie Bénédicte Pain et Anne Coffinier. Elle est reconnue d'utilité publique en 2008, et est habilitée à abriter des « fondations sous égide » depuis 2011.
À la suite de la dénonciation par Anne Coffinier des dérives financières et de gouvernance en 2019, l'Inspection générale de l'administration assure en 2020 une mission d’évaluation de la Fondation pour l'école qui connaissait « de graves dysfonctionnements, notamment de gouvernance ».
Depuis août 2022, son directeur est Michel Valadier, ancien directeur du groupe scolaire Saint Dominique du Pecq.

## Missions
La Fondation pour l'école soutient, finance et accompagne la création et le développement d’écoles privées hors contrat,. Elle apporte un soutien financier aux écoles hors contrat. Depuis 2008, elle a versé 50 millions d’euros d’aides financières et soutenu plus de 2600 projets. Elle accorde des subventions à des établissements libres pour des réalisations concrètes (rénovation, matériel pédagogique, agrandissement...). Selon les médias Libération et Basta !, elle réserverait l’écrasante majorité de ses actions aux écoles catholiques traditionalistes hors contrat proches de ses administrateurs,. 
En 2021, elle a formé 730 personnes grâce à son institut de formation. 

### Organisation
Elle est administrée par un Conseil d'administration de 12 membres issus de la société civile.
Elle a compté comme administrateurs Éric Doutrebente, Éric Mestrallet et Jean-Marie Schmitz, que le média de gauche voire d'extrême gauche Basta ! identifie comme ayant des liens financiers qualifiés de douteux. Son directeur général est Michel Valadier, membre de Renaissance catholique, ancien secrétaire général du Centre Charlier. Selon Mediapart, il serait connu pour ses positions homophobes : il a salué dans Valeurs actuelles le travail du fonds du bien commun  « contre l’idéologie woke et LGBT ».

## Controverses

### Positionnement idéologique
Anne Coffinier, son ancienne directrice générale, a participé en 2013 à une université d'été de La Manif pour tous et a été qualifiée pour cela dans Le Monde de « l'autre égérie de la Manif pour tous ». La fondation pour l’école est intimement liée au réseau Espérance Banlieues qu'elle abritait jusqu'à ce qu'elle soit chassée de la fondation pour l'école à la demande d'Anne Coffinier à la suite de graves dérives de gouvernance.
Les liens financiers entre la Fondation pour l'école et des associations catholiques, qui gèrent des établissements hors contrat (parfois non mixtes) ou participent à la formation de prêtres, permettent d'éclairer le positionnement idéologique de cette fondation. La Cour des comptes montre, dans un rapport publié en octobre 2020, que la Fondation pour l'école est liée financièrement à SOS Éducation : les fondateurs de ces deux structures partagent des affinités idéologiques avec l’extrême droite et « nourrissent une forte contestation idéologique de la forme moderne de l’impôt et de l’État, voire de la République ».
Selon le média L'Humanité, elle a été lauréate pendant plusieurs années de La Nuit du Bien Commun co-fondée par Pierre-Édouard Stérin, catholique traditionaliste, proche de la droite et de l'extrême droite françaises.
Il a été reproché par des médias marqués à gauche que les bénéficiaires de la Fondation soient majoritairement des écoles confessionnelles « catholiques et parfois intégristes »,.
Selon Basta !, la Fondation pour l'école aurait soutenu une école créée par des proches d’Alain Soral.
En 2010, la députée socialiste Michèle Delaunay a interrogé le Gouvernement sur le « déficit de recettes pour l'État engendré par la reconnaissance d'utilité publique de la fondation pour l'école ».[source détournée]

### Affaires judiciaires
Quatre membres de la Fondation ont fait l’objet en 2019 de procédures d'enquêtes et d'articles de presse à la suite de plaintes pour accusations de conflits d’intérêts, Lionel Devic, cofondateur de la Fondation pour l'école, Jean-Marie Schmitz et Eric Doutrebente, administrateurs et Éric Mestrallet, dirigeant de la Fondation Espérance Banlieues, sous égide de la Fondation. Ce dernier est à la tête de plusieurs sociétés de conseil qui auraient facturé 88 000 euros de prestations de services à des écoles financées par la Fondation, dont les écoles du réseau « Espérance banlieues », réseau dont il est justement le créateur. Cette plainte a été classée sans suite par le Parquet du Tribunal de grande instance de Paris, le 9 mai 2019,,.
À la suite d'une note du directeur de cabinet du ministre de l'Intérieur en août 2019, évoquant « des dysfonctionnements importants » à la Fondation pour l'école, la brigade financière de la police judiciaire ouvre une enquête pour des suspicions d'abus de confiance et recel d'abus de confiance. Selon le magazine Politis, la brigade financière de la police judiciaire aurait enquêté également au sujet de la Fondation pour l’école sur des suspicions de faux, fraude fiscale, abus de confiance, escroquerie et blanchiment. Cette enquête est classée sans suite le 25 novembre 2021 du fait de l’absence de caractérisation de faits délictueux. Le licenciement d'Anne Coffinier est lié à sa dénonciation de prétendues dérives financières d'Espérance banlieues et de la Fondation pour l'école,,,. 